# Catalane (race caprine)
La chèvre catalane est une population caprine française.

## Origine
Cette population caprine existe depuis longtemps dans le Roussillon, mais elle a progressivement été absorbée par des races plus productives, l'alpine et la saanen, la mettant en danger de disparition.
En 1995, Martin Quintana, éleveur caprin, se prend d'affection pour la trentaine de chèvres catalanes de son troupeau. Il conserve les jeunes, en achète d'autres et fédère quatre autres proches éleveurs, afin de sauvegarder ce patrimoine génétique ; il atteint 70 chèvres en 2000.
Elle n'est pas reconnue en tant que race et son maintien est lié à la passion de quelques éleveurs isolés.

## Morphologie
Elle possède des cornes portées très en arrière et un pelage court acajou. Des nuances de couleurs vont du chocolat au marron plus clair et quelques taches blanches limitées peuvent être observées.
Les pattes sont longues et fines, bien adaptées au terrain accidenté.

## Aptitudes
Depuis son renouveau à partir de 1995, la chèvre est utilisée pour la production de viande de chevreau vendue en Espagne. 
La capacité laitière est en cours d'évaluation, en comparant avec des chèvres alpines élevées dans des conditions analogues. Le lait montre un taux de matière grasse légèrement supérieur et le goût des fromages est plus doux et moins puissant.

## Sources